# رز وایلدر لین
روز وایلدر لین (انگلیسی: Rose Wilder Lane؛ ۵ دسامبر ۱۸۸۶ – ۳۰ اکتبر ۱۹۶۸) یک روزنامه‌نگار، پدیدآور، و رمان‌نویس اهل ایالات متحده آمریکا بود. از او – به همراه آین رند و ایزلبل پترسن – به عنوان یکی از مادران بنیانگذار جنبش لیبرترین آمریکا یاد می‌شود.
وایلدر لین در قلمروی داکوتای آمریکا زاده شد و پس از جان به در بردن از دیفتری به همراه خانواده به فلوریدا نقل مکان کرد. آنها به زودی برگشتند به مدت دو سال خانه‌ای را اجاره کردند و روز در آن دوره خواندن آموخت.